# Уоллер, Кеннет
Кен Уоллер (англ. Ken Waller, полное имя — Кеннет Уоллер (англ. Kenneth Waller); род. 20 марта 1942 года) — американский бодибилдер.
Принимал участие в фильме «Качая железо» и в эпизодической роли в фильме «Оставайся голодным». Победитель конкурса «Мистер Олимпия» 1976 года в категории свыше 90,7 кг, также был на призовых местах 1969 по 1976 год в американских и мировых соревнованиях по бодибилдингу. Известен своими красными кудрявыми волосами и веснушками.

## Биография
Кен Уоллер родился 20 марта 1942 года; родом из Джефферсонвилла, штат Индиана. Учился в университете Боулинг Грин, который находится в Западном Кентукки, где был членом команды по американскому футболу. Фотография Кена по-прежнему висит в футбольной в раздевалке. Далее он играет в профессиональный футбол в Канаде, после службы в Корпусе морской пехоты США и преподавания в средней школе Луисвилла.

## Карьера

### В бодибилдинге
Уоллер является одним из наиболее частых победителей, соревнований любителей бодибилдинга в 1970-х годах. Его наиболее заметная победа была изображена в фильме «Качая железо» на «Мистер Вселенная» 1975 года. Он подвинул на пьедестале Роджера Уокера из Австралии, Пола Гранта из Уэльса, Майка Катца из США. Он продолжил соревноваться на профессиональном уровне и в следующем году на конкурсе «Мистер Олимпия». Затем карьера бодибилдера завершилась в 1981 году в возрасте 39 лет.

## История выступлений
Соревнование	Место
- Мистер Олимпия 1981	16
- Гран При Калифорния 1980	7
- Мистер Олимпия 1980	16
- Питсбург Про 1980	—
- Ночь чемпионов 1979	6
- Мистер Олимпия 1977	5
- Мистер Олимпия 1977	2 в категории +200 lb (свыше 90,7 кг)
- Мистер Олимпия 1976	1 в категории +200 lb (свыше 90,7 кг)
- Мистер Юниверс 1975	1
- Мистер Юниверс 1975	1 в категории высокий рост
- Мистер Юниверс 1974	2 в категории высокий рост
- Мистер Юниверс 1973	2 в категории высокий рост
- Мистер Интернэшнл 1972	1
- Мистер Интернэшнл 1972	1 в категории высокий рост
- Мистер Интернэшнл 1971	1 в категории высокий рост

### В киноиндустрии (эпизодические роли)
- «Оставайся голодным»
- «Качая железо»
- «Убейте Золотого гуся»
- «Король пляжа»
- «Невероятный Халк» (телесериал 1981 года с участием Луи Ферриньо в роли Халка)